# Michael Estrada
Michael Steveen Estrada Martínez (Guayaquil, Ecuador, 7 de abril de 1996) es un futbolista ecuatoriano. Juega de delantero y su equipo actual es Liga Deportiva Universitaria de la Serie A de Ecuador.

## Trayectoria

### Macará
Michael se formó en las divisiones menores del Club Sport Patria y Macará, club donde debutaría en Serie A en el 2013. Disputó seis partidos, pero no logró marcar. Al año siguiente, jugando Serie B, se ganó un lugar en el equipo, disputando veintisiete encuentros y marcando nueve goles. En el 2015 ya era la figura del club ambateño. Ese año destacó por su gran desempeño, actuando en treinta y nueve partidos, de cuarenta y cuatro posibles, y marcando la cantidad de trece goles, a solo seis goles del máximo goleador de ese torneo, Wagner Valencia. 

### El Nacional
Para la siguiente temporada, es cedido al Club Deportivo El Nacional, de la Serie A, club con el que registra su mejor temporada, anotando diecinueve goles en treinta y ocho apariciones.

### Independiente del Valle
En la temporada 2017, ficha por el conjunto de Independiente del Valle.

### Deportivo Toluca
El 17 de diciembre de 2019 se oficializa su incorporación al Deportivo Toluca Fútbol Club, de la Liga MX. Michael se convirtió en el tercer refuerzo del conjunto mexicano.

### D. C. United
El 8 de febrero de 2022 fue oficializada su cesión por una temporada, con opción a compra, al D. C. United de la Major League Soccer, de Estados Unidos.

### Cruz Azul
El 13 de agosto de 2022, llegó a la Ciudad de México para fichar por una temporada a préstamo por el Cruz Azul. El 16 de agosto, fue presentado oficialmente por el club mexicano. El 10 de mayo de 2023, el club anunció su salida al finalizar su cesión en la institución.

### CSKA Sofía
En julio de 2023 concretó su fichaje por el PFC CSKA Sofía de Bulgaria, en condición de préstamo por una temporada. Permaneció hasta mediados de febrero de 2024 cuando cortó anticipadamente su cesión en el club.

### Liga Deportiva Universitaria
El 16 de febrero de 2024 fue presentado en Liga Deportiva Universitaria, en su regreso a Ecuador firmó por tres temporadas con el equipo albo.

## Selección nacional
Fue convocado por primera vez a la selección ecuatoriana de fútbol, para los partidos de clasificación para el Mundial Rusia 2018, contra las selecciones de Uruguay y Venezuela, en la lista de treinta jugadores. El 5 de septiembre de 2017, debutó con la selección en el partido de las eliminatorias contra Perú. El 14 de noviembre de 2022 fue incluido en la lista final para la Copa Mundial Catar 2022.

### Participaciones en Copas Mundiales
| Mundial              | Sede  | Resultado      | Partidos | Goles |
| -------------------- | ----- | -------------- | -------- | ----- |
| Copa Mundial de 2022 | Catar | Fase de grupos | 3        | 0     |

### Participaciones en eliminatorias
| Eliminatorias      | Sede            | Resultado    | Partidos | Goles | Promedio |
| ------------------ | --------------- | ------------ | -------- | ----- | -------- |
| Eliminatorias 2018 | América del Sur | No clasificó | 2        | 0     | 0,00     |
| Eliminatorias 2022 | América del Sur | Clasificado  | 17       | 6     | 0,40     |

### Participaciones en Copa América
| Copa              | Sede   | Resultado        | Partidos | Goles |
| ----------------- | ------ | ---------------- | -------- | ----- |
| Copa América 2021 | Brasil | Cuartos de final | 3        | 0     |

### Partidos internacionales
Actualizado al último partido disputado el 28 de marzo de 2023.
| \| N.° \| Fecha \| Ciudad \| Rival \| Resultado \| Resultado \| Competencia \| \| --- \| ------------------------ \| --------------- \| ----------------- \| --------- \| --------- \| ----------------------------------- \| \| 1. \| 22 de febrero de 2017 \| Guayaquil \| Honduras \| 3-1 \| Victoria \| Amistoso \| \| 2. \| 5 de septiembre de 2017 \| Quito \| Perú \| 1-2 \| Derrota \| Eliminatorias al Mundial Rusia 2018 \| \| 3. \| 10 de octubre de 2017 \| Quito \| Argentina \| 1-3 \| Derrota \| Eliminatorias al Mundial Rusia 2018 \| \| 4. \| 5 de septiembre de 2019 \| Harrison \| Perú \| 1-0 \| Victoria \| Amistoso \| \| 5. \| 10 de septiembre de 2019 \| Cuenca \| Bolivia \| 3-0 \| Victoria \| Amistoso \| \| 6. \| 13 de octubre de 2019 \| Elche \| Argentina \| 1-6 \| Derrota \| Amistoso \| \| 7. \| 14 de noviembre de 2019 \| Portoviejo \| Trinidad y Tobago \| 3-0 \| Victoria \| Amistoso \| \| 8. \| 19 de noviembre de 2019 \| Harrison \| Colombia \| 0-1 \| Derrota \| Amistoso \| \| 9. \| 8 de octubre de 2020 \| Buenos Aires \| Argentina \| 0-1 \| Derrota \| Eliminatorias al Mundial Catar 2022 \| \| 10. \| 13 de octubre de 2020 \| Quito \| Uruguay \| 4-2 \| Victoria \| Eliminatorias al Mundial Catar 2022 \| \| 11. \| 12 de noviembre de 2020 \| La Paz \| Bolivia \| 3-2 \| Victoria \| Eliminatorias al Mundial Catar 2022 \| \| 12. \| 17 de noviembre de 2020 \| Quito \| Colombia \| 6-1 \| Victoria \| Eliminatorias al Mundial Catar 2022 \| \| 13. \| 29 de marzo de 2021 \| Quito \| Bolivia \| 2-1 \| Victoria \| Amistoso \| \| 14. \| 4 de junio de 2021 \| Porto Alegre \| Brasil \| 0-2 \| Derrota \| Eliminatorias al Mundial Catar 2022 \| \| 15. \| 8 de junio de 2021 \| Quito \| Perú \| 1-2 \| Derrota \| Eliminatorias al Mundial Catar 2022 \| \| 16. \| 13 de junio de 2021 \| Cuiabá \| Colombia \| 0-1 \| Derrota \| Copa América 2021 \| \| 17. \| 23 de junio de 2021 \| Goiânia \| Perú \| 2-2 \| Empate \| Copa América 2021 \| \| 18. \| 3 de julio de 2021 \| Brasilia \| Argentina \| 0-3 \| Derrota \| Copa América 2021 \| \| 19. \| 2 de septiembre de 2021 \| Quito \| Paraguay \| 2-0 \| Victoria \| Eliminatorias al Mundial Catar 2022 \| \| 20. \| 5 de septiembre de 2021 \| Quito \| Chile \| 0-0 \| Empate \| Eliminatorias al Mundial Catar 2022 \| \| 21. \| 9 de septiembre de 2021 \| Montevideo \| Uruguay \| 0-1 \| Derrota \| Eliminatorias al Mundial Catar 2022 \| \| 22. \| 7 de octubre de 2021 \| Guayaquil \| Bolivia \| 3-0 \| Victoria \| Eliminatorias al Mundial Catar 2022 \| \| 23. \| 10 de octubre de 2021 \| Caracas \| Venezuela \| 1-2 \| Derrota \| Eliminatorias al Mundial Catar 2022 \| \| 24. \| 14 de octubre de 2021 \| Barranquilla \| Colombia \| 0-0 \| Empate \| Eliminatorias al Mundial Catar 2022 \| \| 25. \| 27 de octubre de 2021 \| Charlotte \| México \| 3-2 \| Victoria \| Amistoso \| \| 26. \| 16 de noviembre de 2021 \| Santiago \| Chile \| 2-0 \| Victoria \| Eliminatorias al Mundial Catar 2022 \| \| 27. \| 4 de diciembre de 2021 \| Houston \| El Salvador \| 1-1 \| Empate \| Amistoso \| \| 28. \| 27 de enero de 2022 \| Quito \| Brasil \| 1-1 \| Empate \| Eliminatorias al Mundial Catar 2022 \| \| 29. \| 1 de febrero de 2022 \| Lima \| Perú \| 1-1 \| Empate \| Eliminatorias al Mundial Catar 2022 \| \| 30. \| 24 de marzo de 2022 \| Ciudad del Este \| Paraguay \| 1-3 \| Derrota \| Eliminatorias al Mundial Catar 2022 \| \| 31. \| 29 de marzo de 2022 \| Guayaquil \| Argentina \| 1-1 \| Empate \| Eliminatorias al Mundial Catar 2022 \| \| 32. \| 2 de junio de 2022 \| Harrison \| Nigeria \| 1-0 \| Victoria \| Amistoso \| \| 33. \| 5 de junio de 2022 \| Chicago \| México \| 0-0 \| Empate \| Amistoso \| \| 34. \| 23 de septiembre de 2022 \| Murcia \| Arabia Saudita \| 0-0 \| Empate \| Amistoso \| \| 35. \| 27 de septiembre de 2022 \| Düsseldorf \| Japón \| 0-0 \| Empate \| Amistoso \| \| 36. \| 12 de noviembre de 2022 \| Madrid \| Irak \| 0-0 \| Empate \| Amistoso \| \| 37. \| 20 de noviembre de 2022 \| Jor \| Catar \| 2-0 \| Victoria \| Mundial Catar 2022 \| \| 38. \| 25 de noviembre de 2022 \| Rayán \| Países Bajos \| 1-1 \| Empate \| Mundial Catar 2022 \| \| 39. \| 29 de noviembre de 2022 \| Rayán \| Senegal \| 1-2 \| Derrota \| Mundial Catar 2022 \| \| 40. \| 24 de marzo de 2023 \| Sídney \| Australia \| 1-3 \| Derrota \| Amistoso \| \| 41. \| 28 de marzo de 2023 \| Melbourne \| Australia \| 2-1 \| Victoria \| Amistoso \| |                          |                 |                   |           |           |                                     |
| N.° | Fecha                    | Ciudad          | Rival             | Resultado | Resultado | Competencia                         |
| 1. | 22 de febrero de 2017    | Guayaquil       | Honduras          | 3-1       | Victoria  | Amistoso                            |
| 2. | 5 de septiembre de 2017  | Quito           | Perú              | 1-2       | Derrota   | Eliminatorias al Mundial Rusia 2018 |
| 3. | 10 de octubre de 2017    | Quito           | Argentina         | 1-3       | Derrota   | Eliminatorias al Mundial Rusia 2018 |
| 4. | 5 de septiembre de 2019  | Harrison        | Perú              | 1-0       | Victoria  | Amistoso                            |
| 5. | 10 de septiembre de 2019 | Cuenca          | Bolivia           | 3-0       | Victoria  | Amistoso                            |
| 6. | 13 de octubre de 2019    | Elche           | Argentina         | 1-6       | Derrota   | Amistoso                            |
| 7. | 14 de noviembre de 2019  | Portoviejo      | Trinidad y Tobago | 3-0       | Victoria  | Amistoso                            |
| 8. | 19 de noviembre de 2019  | Harrison        | Colombia          | 0-1       | Derrota   | Amistoso                            |
| 9. | 8 de octubre de 2020     | Buenos Aires    | Argentina         | 0-1       | Derrota   | Eliminatorias al Mundial Catar 2022 |
| 10. | 13 de octubre de 2020    | Quito           | Uruguay           | 4-2       | Victoria  | Eliminatorias al Mundial Catar 2022 |
| 11. | 12 de noviembre de 2020  | La Paz          | Bolivia           | 3-2       | Victoria  | Eliminatorias al Mundial Catar 2022 |
| 12. | 17 de noviembre de 2020  | Quito           | Colombia          | 6-1       | Victoria  | Eliminatorias al Mundial Catar 2022 |
| 13. | 29 de marzo de 2021      | Quito           | Bolivia           | 2-1       | Victoria  | Amistoso                            |
| 14. | 4 de junio de 2021       | Porto Alegre    | Brasil            | 0-2       | Derrota   | Eliminatorias al Mundial Catar 2022 |
| 15. | 8 de junio de 2021       | Quito           | Perú              | 1-2       | Derrota   | Eliminatorias al Mundial Catar 2022 |
| 16. | 13 de junio de 2021      | Cuiabá          | Colombia          | 0-1       | Derrota   | Copa América 2021                   |
| 17. | 23 de junio de 2021      | Goiânia         | Perú              | 2-2       | Empate    | Copa América 2021                   |
| 18. | 3 de julio de 2021       | Brasilia        | Argentina         | 0-3       | Derrota   | Copa América 2021                   |
| 19. | 2 de septiembre de 2021  | Quito           | Paraguay          | 2-0       | Victoria  | Eliminatorias al Mundial Catar 2022 |
| 20. | 5 de septiembre de 2021  | Quito           | Chile             | 0-0       | Empate    | Eliminatorias al Mundial Catar 2022 |
| 21. | 9 de septiembre de 2021  | Montevideo      | Uruguay           | 0-1       | Derrota   | Eliminatorias al Mundial Catar 2022 |
| 22. | 7 de octubre de 2021     | Guayaquil       | Bolivia           | 3-0       | Victoria  | Eliminatorias al Mundial Catar 2022 |
| 23. | 10 de octubre de 2021    | Caracas         | Venezuela         | 1-2       | Derrota   | Eliminatorias al Mundial Catar 2022 |
| 24. | 14 de octubre de 2021    | Barranquilla    | Colombia          | 0-0       | Empate    | Eliminatorias al Mundial Catar 2022 |
| 25. | 27 de octubre de 2021    | Charlotte       | México            | 3-2       | Victoria  | Amistoso                            |
| 26. | 16 de noviembre de 2021  | Santiago        | Chile             | 2-0       | Victoria  | Eliminatorias al Mundial Catar 2022 |
| 27. | 4 de diciembre de 2021   | Houston         | El Salvador       | 1-1       | Empate    | Amistoso                            |
| 28. | 27 de enero de 2022      | Quito           | Brasil            | 1-1       | Empate    | Eliminatorias al Mundial Catar 2022 |
| 29. | 1 de febrero de 2022     | Lima            | Perú              | 1-1       | Empate    | Eliminatorias al Mundial Catar 2022 |
| 30. | 24 de marzo de 2022      | Ciudad del Este | Paraguay          | 1-3       | Derrota   | Eliminatorias al Mundial Catar 2022 |
| 31. | 29 de marzo de 2022      | Guayaquil       | Argentina         | 1-1       | Empate    | Eliminatorias al Mundial Catar 2022 |
| 32. | 2 de junio de 2022       | Harrison        | Nigeria           | 1-0       | Victoria  | Amistoso                            |
| 33. | 5 de junio de 2022       | Chicago         | México            | 0-0       | Empate    | Amistoso                            |
| 34. | 23 de septiembre de 2022 | Murcia          | Arabia Saudita    | 0-0       | Empate    | Amistoso                            |
| 35. | 27 de septiembre de 2022 | Düsseldorf      | Japón             | 0-0       | Empate    | Amistoso                            |
| 36. | 12 de noviembre de 2022  | Madrid          | Irak              | 0-0       | Empate    | Amistoso                            |
| 37. | 20 de noviembre de 2022  | Jor             | Catar             | 2-0       | Victoria  | Mundial Catar 2022                  |
| 38. | 25 de noviembre de 2022  | Rayán           | Países Bajos      | 1-1       | Empate    | Mundial Catar 2022                  |
| 39. | 29 de noviembre de 2022  | Rayán           | Senegal           | 1-2       | Derrota   | Mundial Catar 2022                  |
| 40. | 24 de marzo de 2023      | Sídney          | Australia         | 1-3       | Derrota   | Amistoso                            |
| 41. | 28 de marzo de 2023      | Melbourne       | Australia         | 2-1       | Victoria  | Amistoso                            |

### Goles internacionales
| \| N.° \| Fecha \| Lugar \| Rival \| Gol \| Resultado \| Resultado \| Competición \| \| --- \| ------------------------ \| -------------------------------------------------- \| -------- \| --- \| --------- \| --------- \| -------------------------- \| \| 1. \| 10 de septiembre de 2019 \| Estadio Alejandro Serrano Aguilar, Cuenca, Ecuador \| Bolivia \| 1–0 \| 3–0 \| Victoria \| Amistoso \| \| 2. \| 13 de octubre de 2020 \| Estadio Rodrigo Paz Delgado, Quito, Ecuador \| Uruguay \| 2–0 \| 4–2 \| Victoria \| Eliminatorias Mundial 2022 \| \| 3. \| 13 de octubre de 2020 \| Estadio Rodrigo Paz Delgado, Quito, Ecuador \| Uruguay \| 3–0 \| 4–2 \| Victoria \| Eliminatorias Mundial 2022 \| \| 4. \| 17 de noviembre de 2020 \| Estadio Rodrigo Paz Delgado, Quito, Ecuador \| Colombia \| 3–0 \| 6–1 \| Victoria \| Eliminatorias Mundial 2022 \| \| 5. \| 29 de marzo de 2021 \| Estadio Banco Guayaquil, Sangolquí, Ecuador \| Bolivia \| 2–0 \| 2–1 \| Victoria \| Amistoso \| \| 6. \| 2 de septiembre de 2021 \| Estadio Rodrigo Paz Delgado, Quito, Ecuador \| Paraguay \| 2–0 \| 2–0 \| Victoria \| Eliminatorias Mundial 2022 \| \| 7. \| 7 de octubre de 2021 \| Estadio Monumental, Guayaquil, Ecuador \| Bolivia \| 1–0 \| 3–0 \| Victoria \| Eliminatorias Mundial 2022 \| \| 8. \| 1 de febrero de 2022 \| Estadio Nacional del Perú, Lima, Perú \| Perú \| 1–0 \| 1–1 \| Empate \| Eliminatorias Mundial 2022 \| |                          |                                                    |          |     |           |           |                            |
| N.° | Fecha                    | Lugar                                              | Rival    | Gol | Resultado | Resultado | Competición                |
| 1. | 10 de septiembre de 2019 | Estadio Alejandro Serrano Aguilar, Cuenca, Ecuador | Bolivia  | 1–0 | 3–0       | Victoria  | Amistoso                   |
| 2. | 13 de octubre de 2020    | Estadio Rodrigo Paz Delgado, Quito, Ecuador        | Uruguay  | 2–0 | 4–2       | Victoria  | Eliminatorias Mundial 2022 |
| 3. | 13 de octubre de 2020    | Estadio Rodrigo Paz Delgado, Quito, Ecuador        | Uruguay  | 3–0 | 4–2       | Victoria  | Eliminatorias Mundial 2022 |
| 4. | 17 de noviembre de 2020  | Estadio Rodrigo Paz Delgado, Quito, Ecuador        | Colombia | 3–0 | 6–1       | Victoria  | Eliminatorias Mundial 2022 |
| 5. | 29 de marzo de 2021      | Estadio Banco Guayaquil, Sangolquí, Ecuador        | Bolivia  | 2–0 | 2–1       | Victoria  | Amistoso                   |
| 6. | 2 de septiembre de 2021  | Estadio Rodrigo Paz Delgado, Quito, Ecuador        | Paraguay | 2–0 | 2–0       | Victoria  | Eliminatorias Mundial 2022 |
| 7. | 7 de octubre de 2021     | Estadio Monumental, Guayaquil, Ecuador             | Bolivia  | 1–0 | 3–0       | Victoria  | Eliminatorias Mundial 2022 |
| 8. | 1 de febrero de 2022     | Estadio Nacional del Perú, Lima, Perú              | Perú     | 1–0 | 1–1       | Empate    | Eliminatorias Mundial 2022 |

## Estadísticas

### Clubes
Actualizado al último partido disputado el 17 de agosto de 2025.
| Club                                   | Div.          | Temporada     | Liga  | Liga  | Copas nacionales | Copas nacionales | Copas internacionales | Copas internacionales | Total | Total | Total  | Prom. |
| Club                                   | Div.          | Temporada     | Part. | Goles | Part.            | Goles            | Part.                 | Goles                 | Part. | Goles | Asist. | Prom. |
| -------------------------------------- | ------------- | ------------- | ----- | ----- | ---------------- | ---------------- | --------------------- | --------------------- | ----- | ----- | ------ | ----- |
| C. D. Macará · Ecuador                 | 1.ª           | 2013          | 6     | 2     | Inexistentes     | Inexistentes     | Inexistentes          | Inexistentes          | 6     | 2     | 0      | 0.33  |
| C. D. Macará · Ecuador                 | 2.ª           | 2014          | 27    | 10    | Inexistentes     | Inexistentes     | Inexistentes          | Inexistentes          | 27    | 10    | 0      | 0.37  |
| C. D. Macará · Ecuador                 | 2.ª           | 2015          | 39    | 13    | Inexistentes     | Inexistentes     | Inexistentes          | Inexistentes          | 39    | 13    | 0      | 0.33  |
| El Nacional · Ecuador                  | 1.ª           | 2016          | 38    | 21    | Inexistentes     | Inexistentes     | Inexistentes          | Inexistentes          | 38    | 21    | 7      | 0.55  |
| El Nacional · Ecuador                  | Total club    | Total club    | 38    | 21    | 0                | 0                | 0                     | 0                     | 38    | 21    | 7      | 0.55  |
| Independiente del Valle · Ecuador      | 1.ª           | 2017          | 14    | 11    | Inexistentes     | Inexistentes     | 4                     | 2                     | 18    | 13    | 10     | 0.72  |
| Independiente del Valle · Ecuador      | 1.ª           | 2018          | 24    | 11    | Inexistentes     | Inexistentes     | —                     | —                     | 24    | 11    | 0      | 0.46  |
| Independiente del Valle · Ecuador      | Total club    | Total club    | 38    | 22    | 0                | 0                | 4                     | 2                     | 42    | 24    | 10     | 0.57  |
| C. D. Macará · Ecuador                 | 1.ª           | 2019          | 21    | 17    | 2                | 0                | 4                     | 3                     | 27    | 20    | 5      | 0.74  |
| C. D. Macará · Ecuador                 | Total club    | Total club    | 93    | 42    | 2                | 0                | 4                     | 3                     | 99    | 45    | 5      | 0.45  |
| Toluca F. C. · México                  | 1.ª           | 2020-C        | 7     | 2     | 6                | 4                | Inexistentes          | Inexistentes          | 13    | 6     | 1      | 0.46  |
| Toluca F. C. · México                  | 1.ª           | 2020-A        | 20    | 6     | 0                | 0                | Inexistentes          | Inexistentes          | 20    | 6     | 2      | 0.3   |
| Toluca F. C. · México                  | 1.ª           | 2021-C        | 10    | 0     | 0                | 0                | Inexistentes          | Inexistentes          | 10    | 0     | 2      | 0.0   |
| Toluca F. C. · México                  | 1.ª           | 2021-A        | 16    | 0     | 0                | 0                | Inexistentes          | Inexistentes          | 16    | 0     | 0      | 0.0   |
| Toluca F. C. · México                  | Total club    | Total club    | 53    | 8     | 6                | 4                | 0                     | 0                     | 59    | 12    | 5      | 0.2   |
| D. C. United Estados Unidos            | 1.ª           | 2022          | 16    | 4     | 1                | 0                | 0                     | 0                     | 17    | 4     | 3      | 0.24  |
| D. C. United Estados Unidos            | Total club    | Total club    | 16    | 4     | 1                | 0                | 0                     | 0                     | 17    | 4     | 3      | 0.24  |
| Cruz Azul · México                     | 1.ª           | 2022-23       | 24    | 3     | 0                | 0                | 0                     | 0                     | 24    | 3     | 1      | 0.13  |
| Cruz Azul · México                     | Total club    | Total club    | 24    | 3     | 0                | 0                | 0                     | 0                     | 24    | 3     | 1      | 0.13  |
| CSKA Sofía Bulgaria                    | 1.ª           | 2023-24       | 17    | 4     | 1                | 0                | 1                     | 0                     | 19    | 4     | 1      | 0.21  |
| CSKA Sofía Bulgaria                    | Total club    | Total club    | 17    | 4     | 1                | 0                | 1                     | 0                     | 19    | 4     | 1      | 0.21  |
| Liga Deportiva Universitaria · Ecuador | 1.ª           | 2024          | 23    | 3     | 1                | 0                | 10                    | 1                     | 34    | 4     | 2      | 0.12  |
| Liga Deportiva Universitaria · Ecuador | 1.ª           | 2025          | 22    | 8     | 2                | 0                | 7                     | 0                     | 31    | 8     | 3      | 0.26  |
| Liga Deportiva Universitaria · Ecuador | Total club    | Total club    | 45    | 11    | 3                | 0                | 17                    | 1                     | 65    | 12    | 5      | 0.18  |
| Total carrera                          | Total carrera | Total carrera | 324   | 115   | 13               | 4                | 26                    | 6                     | 363   | 125   | 37     | 0.34  |
| 1. 2.                                  |               |               |       |       |                  |                  |                       |                       |       |       |        |       |

## Palmarés

### Campeonatos nacionales
| Título               | Club                         | Año  |
| -------------------- | ---------------------------- | ---- |
| Serie A de Ecuador   | Liga Deportiva Universitaria | 2024 |
| Supercopa de Ecuador | Liga Deportiva Universitaria | 2025 |